# Iwanka Wenkowa
Iwanka Wenkowa Todorowa, później Zaprianowa i Goranowa (bułg. Иванка Венкова Тодорова (Запрянова, Горанова), ur. 3 listopada 1952 w Starej Zagorze) – bułgarska lekkoatletka, sprinterka.
Odpadła w eliminacjach biegu na 100 metrów i biegu na 200 metrów na mistrzostwach Europy w 1969 w Atenach. Zajęła 4. miejsce w pięcioboju i 5. miejsce w sztafecie 4 × 100 metrów na mistrzostwach Europy juniorów w 1970 w Paryżu
Na halowych mistrzostwach Europy w 1971 w Sofii zdobyła brązowy medal w sztafecie 4 × 1 okrążenie (w składzie: Wenkowa, Iwanka Koszniczarska, Sofka Kazandżiewa i Monka Bobczewa). Odpadła w eliminacjach sztafety 4 × 400 metrów na mistrzostwach Europy w 1971 w Helsinkach oraz eliminacjach sztafety 4 × 100 metrów na igrzyskach olimpijskich w 1972 w Monachium.
Wenkowa była mistrzynią Bułgarii w biegu na 200 metrów w 1971 oraz w skoku w dal w 1981, a także halową mistrzynią swego kraju w skoku w dal w 1981.
Dwukrotnie ustanawiała rekord Bułgarii w biegu na 200 metrów do czasu 23,9 s osiągniętego 15 sierpnia 1970 w Bukareszcie, a także czterokrotnie poprawiała rekord swego kraju w sztafecie 4 × 100 metrów do wyniku 43,95 s uzyskanego 9 września 1972 w Monachium i raz w sztafecie 4 × 100 metrów rezultatem 3:42,1 uzyskanym 13 maja 1971 w Sofii.
Rekordy życiowe Wenkowej:
| Konkurencja        | Data i miejsce         | Wynik |
| ------------------ | ---------------------- | ----- |
| bieg na 100 metrów | 6 czerwca 1981, Sofia  | 11,27 |
| bieg na 400 metrów | 27 czerwca 1981, Sofia | 51,27 |
| skok w dal         | 7 czerwca 1981, Sofia  | 6,61  |